# Sigismund Finckelthaus

Sigismund Finckelthaus

Sigismund Finckelthaus (* 20. Dezember 1579 in Leipzig; † 12. September 1644 in Dresden) war Jurist und Rektor der Universität Leipzig sowie Bürgermeister von Leipzig.

## Leben und Wirken
Sigismund wurde als Sohn des Leipziger Ratsherrn, Bürgermeisters und Juristen Lorenz Finckelthaus (* um 1540 in Leipzig; † 9. Dezember 1580 ebenda) und dessen zweiter Frau Magdalena (* 22. Juni 1542 in Leipzig; † 23. Dezember 1625 ebenda), der Tochter des Leipziger Bürgers und Apothekers Johannes Ralla und der Magdalene Schiltner, Tochter des Vorstehers des Barfüßerklosters Johann Schiltner, geboren. Aus der ersten Ehe seines Vaters hatte er den Halbbruder Laurentius Finckelthaus. Da er schon früh den Vater verloren hatte, kümmerte sich seine Mutter um seine Ausbildung. Sie war es, die Sigismund in die städtische Nikolaischule schickte.
1596 begann er ein Studium der Philosophie und Rechtswissenschaften an der Universität Leipzig, wo Zacharias Schilter und Jacob Schmuck (1571–1599) seine prägenden Lehrer waren. Er erwarb sich den niedrigsten philosophischen Grad eines Baccalaureus am 5. März 1597, wechselte im selben Jahr an die Universität Jena und setzte dort vor allem bei Johann Suevius (Svuevius, Schwabe, Annaemontanus * 1564 in Annaberg; † 13./15. Dezember 1634 in Jena) seine Studien fort. Zurückgekehrt nach Leipzig meldete er sich auf Rat von Zacharias Schilter als Kandidat an der juristischen Fakultät an und wurde er am 9. Februar 1604 Baccalaureus der Rechte.
Um seine Studien weiter voranzutreiben, absolvierte er 1606 eine literarische Gelehrtenreise, die ihn nach Speyer, sowie die Universitäten Heidelberg, Straßburg, Basel, nach Nürnberg, Regensburg, Augsburg, Padua, Siena, Bologna, Venedig, Florenz und Rom führte. Wieder in Leipzig wurde er am 29. Januar 1607 Magister der Philosophie, am 4. Februar 1608 Lizentiat der Rechtswissenschaften und promovierte am 30. März 1609 zum Doktor der Rechte.
Daraufhin hielt er Vorlesungen an der Universität und betätigte sich als Anwalt. Am 17. Oktober 1610 wurde er Assessor an der juristischen Fakultät, am 30. August 1616 Kollegiat am kleinen Fürstenkollegium, am 16. November 1616 ordentlicher fünfter Professor mit dem Titel de verborum significatione, 1618 Professor der Pandekten, sowie 1618 Assessor des Leipziger Konsistoriums, am 3. Mai 1620 Professor des Kodex, 1625 Assessor am Leipziger Oberhofgericht, 1633 Senior und Direktor des Leipziger Konsistoriums, am 24. März 1635 Domherr in Merseburg und am 12. Mai 1636 Professor des Kanonischen Rechts.
Finckelthaus beteiligte sich auch an den organisatorischen Aufgaben der Leipziger Hochschule, so wurde er am 23. April 1622 Decemvir der Hochschule, war Ordinarius der Juristenfakultät, kurfürstlich sächsischer Rat und im Wintersemester 1615 Rektor der Alma Mater, sowie im Wintersemester 1623 gleichbedeutender Prorektor. Auch für die Belange seiner Heimatstadt setzte er sich ein. Nachdem er in den Leipziger Rat aufgenommen worden war, wurde er zugleich am 17. August 1639 bis 1642 erstmals regierender Bürgermeister bis an sein Lebensende.
Er hatte sich bei sächsischen Regierungsgeschäften 1624 in Dresden und 1631 bis 1634 auf den Landtagen beteiligt. Bei der Belagerung von Leipzig im Dreißigjährigen Krieg musste er jedoch viele Widerwärtigkeiten ertragen. Darunter litt auch seine Gesundheit. Nachdem er sich mehrere Jahre mit Asthma herumgeplagt hatte, reiste er nach Dresden, wo ihn eine fiebrige Krankheit befiel, an der er verschied. Sein Leichnam wurde in seine Heimatstadt überführt, wo er am 22. August in der Leipziger Paulinerkirche begraben wurde. Ihm errichtete man ein hölzernes Epitaph.

## Familie
Finckelthaus war zwei Mal verheiratet. Seine erste Ehe schloss er am 25. Oktober 1608 mit Anna († 4. September 1637 in Leipzig), der Tochter des Leipziger Weinhändlers und Ratsmitgliedes Abraham Dreher. Aus dieser Ehe gingen zwei Söhne und drei Töchter hervor. Nachdem seine erste Frau gestorben war, heiratete er am 14. Juni 1638 Elisabeth Clauss, die Witwe des Leipziger Handelsmannes Christoph Krumpholtz. Von den Kindern ist bekannt:
- Dorothea Finkelthaus († vor ihrem Vater)
- Sigismund Finckelthaus der Jüngere
- Gottfried Finckelthaus (1614–1648)
- Anna Finckelthaus Witwe des Juristen Gottfried Mayer
- Magdalena Finckelthaus verh. mit dem Leipziger Handelsmann Johann Neßner

Sein Halbbruder Laurentius Finckelthaus wurde Assessor des Oberhofgerichts in Leipzig und erhielt in der Zeit der Reiserschen Unruhen für eine Dauer von sechs Jahren die Berufung zum Stadtsyndicus in Lübeck.

## Schriften (Auswahl)
- Diss. De iurìsdictione. Leipzig 1600.
- Diss. de iuriadictione. Leipzig 1606.
- Controvorsiae feudales illustres. Leipzig 1614.
- ... ex feudi variis distributionibus. Leipzig 1614.
- Diss. De rebues in quibus feudum consistat. Leipzig 1615.
- Diss. de regalibus. Leipzig 1615.
- Diss. de personis quae feudum dare et accipere poaeunt. Leipzig 1619.
- Diss. de modis constitueodi feudum 1616.
- Diss. de investitura 1616.
- Diss. de simultanea investitura et praescript. feudi 1616.
- Diss. de iure quod feudi nomine tam vasallo quam domino competit ...; 1617.
- Decades III. priores quaest controversar, civìlium et saxonicarum et iure arresti. 1618.
- Sigismund Finckelthaus & Andreas Schacht: Decas quaestionum ethico-politicarum. Leipzig 1633 [Nachw.: LB Dresden].
- ... observationes practicae, in laudatissimis, quae Lipsiae vigent, dicasteriis Saxonicis, curia suprema, consistorio electorali, et facultate juridica, ex jure civili, canonico imperiali, Saxonico et constitutionibus electoralibus sedulo collectae, nec tantum rationibus dubitandi ac decidendi ut plurimum adornatae, sed et praedictorum collegiorum aliorumque judiciorum, facultatum et scabinatuum, praejudiciis, sententiis atque responsis, cuilibet observationi subjectis corroboratae; Lipsiae, 1636.
- Feudales controversiae illustres, undecim Disputationibus antehac publice in Academ. Lips. propositae & ab Autore ipso paulo post revisae emendatae. Quas superioribus annis intra privatos parietes sub disputationis incudem revocavit... divulgavit; Johann Ernst Noricus. Leipzig, Impensis Johannis Grossi et socii, literis Christ. Scholvini, 1680.
- Tractatus De Iure Patronatus Ecclesiastico: In quo Materia Iuris Patronatus Ecclesiastici methodice & succincte declaratur: Et Controversiae aliquot scitu necessariae, iucundae, atq[ue] perutiles ex Iuris Civilis & Canonici textibus, & Utriusq[ue] Iuris Rationibus ... dilucide enucleantur .... Lipsiae: Fritzschius, 1680.
- Rector Academiae Lipsiensis Ad Exequias Viri Nobilissimi, Amplissimi, Consultissimiq[ue] Dn. Sigismundi Finckelthusii, Philos. & I. U. D. ... Hora III. Frequenti comitatu honestandas Cives Academicos amanter admodum invitat. Leipzig: Uhmannus, 1674.